# الدوري السوفيتي الممتاز لكرة القدم 1938
الدوري السوفيتي الممتاز لكرة القدم 1938 هو الموسم 4 من  الدوري السوفيتي الممتاز لكرة القدم. أقيم خلال الفترة 10 مايو 1938 وحتى 3 نوفمبر 1938، والذي يشرف على تنظيمه الاتحاد السوفيتي لكرة القدم، وكان عدد الأندية المشاركة فيه  26، وفاز فيه سبارتاك موسكو.